# Gerhard Nordström
Gerhard Nordström, född 15 augusti 1925 i Lund, död 13 mars 2019 i Ystad, var en svensk målare och grafiker.

## Biografi

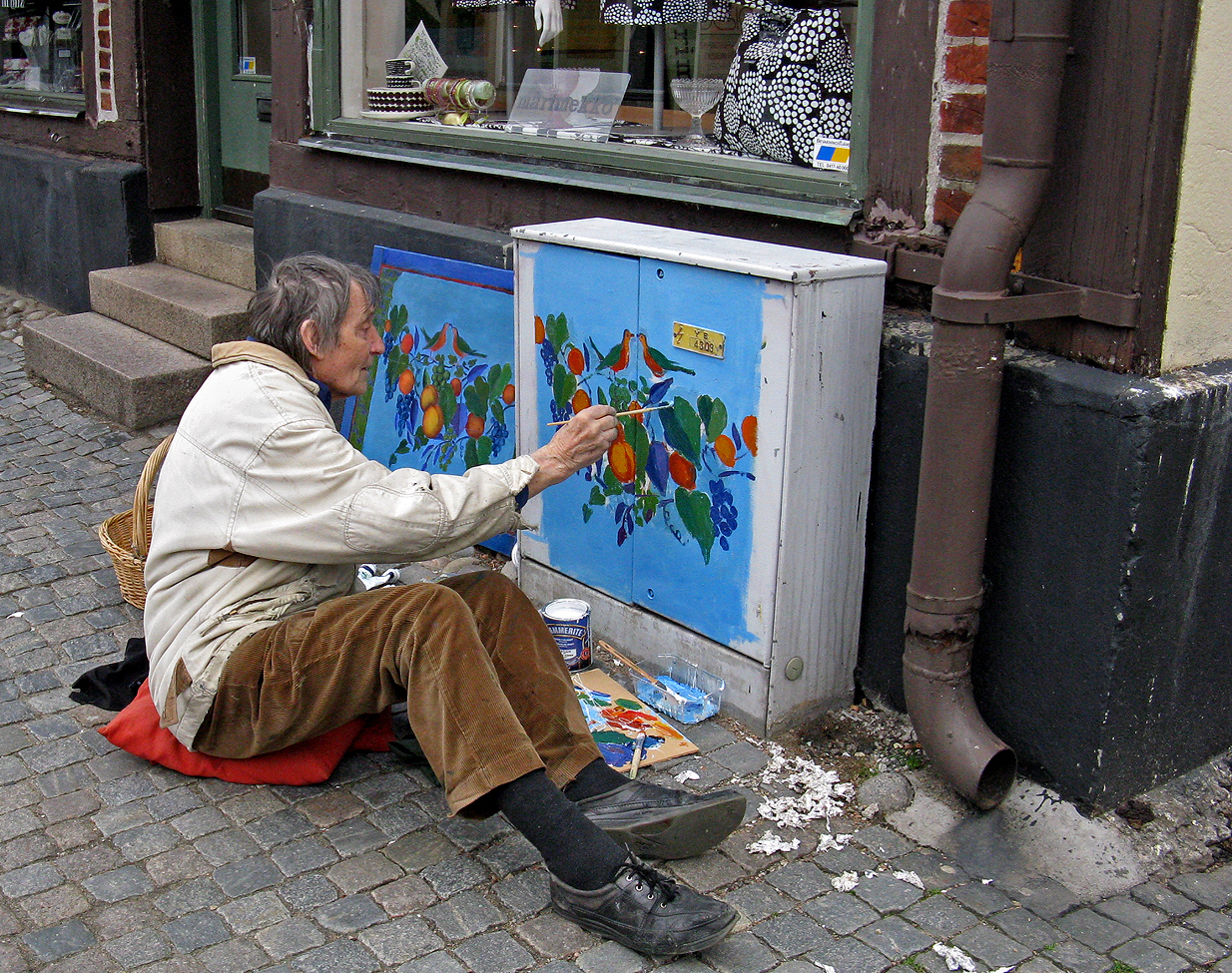
Ystad 2010. Gerhard Nordström förbättrar en målning från 2001 av Karin Nordström på ett elskåp på Stora Östergatan i Ystad.

Gerhard Nordström var son till prästen Joel Nordström och Ester Nordström. Han tillbringade sin barndom i Sjörup utanför Ystad och Gessie söder om Malmö och utbildade sig för Tage Hansson på Skånska målarskolan i Malmö 1940–1942 och för Fritiof Schüldt vid Kungliga Konsthögskolan i Stockholm 1943–1949. 
Nordström bodde och arbetade i Ystad, och hade sin första separatutställning i Malmö 1950. Mellan 1964 och 1987 undervisade han tillsammans med Staffan Nihlén i måleri på Konstskolan Forum i Malmö. 
Han var känd för sin antikrigskonst, framför allt för sviten Sommaren 1970, en kommentar till Vietnamkriget och massakern i Song My. Han var även porträtt- och landskapsmålare. Han har bland annat blivit anlitad av Sveriges riksdag för att porträttera talmannen Thage G. Peterson. 
Nordström finns representerad vid bland annat Göteborgs konstmuseum, Moderna museet och Kalmar konstmuseum,Malmö Konstmuseum, Ystads konstmuseum. 

### Familj
Gerhard Nordström var bror till skådespelerskan Karin Nordström. Han gifte sig 1951 med Eivor Andersson och 1977 med konstnären Ingrid Holm.

## Priser och stipendier
- Skånes konstförenings tecknarstipendium
- LO:s kulturstipendium
- FCO:s stipendium
- Lengertz konstpris
- Ystad kommuns kulturpris
- Henry Mayne-stipendiet
- Sydsvenska Dagbladets kulturpris